# Campeonato británico de waterpolo masculino
La Liga Nacional británica de waterpolo masculino (National Water Polo League) es la competición más importante de waterpolo masculino entre clubes ingleses. Se crea en 1963. La primera división tiene también el nombre de "Dr John Howell Memorial Trophy".
Al jugador más goleador de la liga se le entrega el Trofeo Peter Olson.

## Historial
Estos son los ganadores de liga:
| Año  | Primero                            | Segundo                            | Tercero                            |
| ---- | ---------------------------------- | ---------------------------------- | ---------------------------------- |
| 2010 | Bristol Central                    | Lancaster City Water Polo          | City of Manchester                 |
| 2009 | Lancaster City Water Polo          | City of Manchester                 | Rotherham Metro                    |
| 2008 | Lancaster City Water Polo          | Rotherham Metro                    | City of Manchester                 |
| 2007 | Bristol Central                    | Lancaster City Water Polo          | Cheltenham                         |
| 2006 | Lancaster City Water Polo          | Cheltenham                         | Bristol Central                    |
| 2005 | Lancaster City Water Polo          | Bristol Central                    | Rotherham Metro                    |
| 2004 | Lancaster City Water Polo          | Bristol Central                    | Rotherham Metro                    |
| 2003 | Lancaster City Water Polo          | Bristol Central                    | Rotherham Metro                    |
| 2002 | Lancaster City Water Polo          | West London Penguin                | Rotherham Metro                    |
| 2001 | Bristol Central                    | Lancaster City Water Polo          | West London Penguin                |
| 2000 | Lancaster City Water Polo          | London Polytechnic Water Polo Club | Rotherham Metro                    |
| 1999 | Lancaster City Water Polo          | Bristol Central                    | West London Penguin                |
| 1998 | Lancaster City Water Polo          | West London Penguin                | Bristol Central                    |
| 1997 | Bristol Central                    | Nova Centurion                     | Sutton & Cheam                     |
| 1996 | Lancaster City Water Polo          | Bristol Central                    | Nova Centurion                     |
| 1995 | Bristol Central                    | Lancaster City Water Polo          | Nova Centurion                     |
| 1994 | London Polytechnic Water Polo Club | Lancaster City Water Polo          | Bristol Central                    |
| 1993 | London Polytechnic Water Polo Club | Royton                             | Lancaster City Water Polo          |
| 1992 | London Polytechnic Water Polo Club | Lancaster City Water Polo          | Royton                             |
| 1991 | London Polytechnic Water Polo Club | Royton                             | Lancaster City Water Polo          |
| 1990 | Sutton & Cheam                     | London Polytechnic Water Polo Club | Royton                             |
| 1989 | Sutton & Cheam                     | London Polytechnic Water Polo Club | Royton                             |
| 1988 | London Polytechnic Water Polo Club | Sutton & Cheam                     | West London Penguin                |
| 1987 | West London Penguin                | London Polytechnic Water Polo Club | Sutton & Cheam                     |
| 1986 | London Polytechnic Water Polo Club | West London Penguin                | Newport/Maindee Olympic            |
| 1985 | London Polytechnic Water Polo Club | Sutton & Cheam                     | Newport/Maindee Olympic            |
| 1984 | Maindee Olympic                    | Sutton & Cheam                     | London Polytechnic Water Polo Club |
| 1983 | Maindee Olympic                    | London Polytechnic Water Polo Club | Birkenhead                         |
| 1982 | Maindee Olympic                    | London Polytechnic Water Polo Club | Birkenhead                         |
| 1981 | Sutton & Cheam                     | London Polytechnic Water Polo Club | Maindee Olympic                    |
| 1980 | Sutton & Cheam                     | Maindee Olympic                    | Birkenhead                         |
| 1979 | London Polytechnic Water Polo Club | Sutton & Cheam                     | Birkenhead                         |
| 1978 | Sutton & Cheam                     | London Polytechnic Water Polo Club | Middlesbrough                      |
| 1977 | London Polytechnic Water Polo Club | Everton                            | Sutton & Cheam                     |
| 1976 | London Polytechnic Water Polo Club | Leamington Spa                     | Everton                            |
| 1975 | London Polytechnic Water Polo Club | Aston                              | Leamington Spa                     |
| 1974 | London Polytechnic Water Polo Club | Aston                              | Cheltenham                         |
| 1973 | London Polytechnic Water Polo Club | Everton                            | Cheltenham                         |
| 1972 | London Polytechnic Water Polo Club | Cheltenham                         | Aston                              |
| 1971 | Cheltenham                         | London Polytechnic Water Polo Club | West London Penguin                |
| 1970 | London Polytechnic Water Polo Club | Cheltenham                         | Sutton & Cheam                     |
| 1969 | London Polytechnic Water Polo Club | Birkenhead                         | Sutton & Cheam                     |
| 1968 | Cheltenham                         | Birkenhead                         | London Polytechnic Water Polo Club |
| 1967 | Sutton & Cheam                     | Birkenhead                         | London Polytechnic Water Polo Club |
| 1966 | Birkenhead                         | London Polytechnic Water Polo Club | Cheltenham                         |
| 1965 | Birkenhead                         | London Polytechnic Water Polo Club | Cheltenham                         |
| 1964 | London Polytechnic Water Polo Club | Otter                              | Birkenhead                         |
| 1963 | Cheltenham                         | Birkenhead                         | Otter                              |